# ناتالیا گونداروا
ناتالیا گونداروا (روسی: Ната́лья Гео́ргиевна Гу́ндарева؛ ۲۸ اوت ۱۹۴۸ – ۱۵ مهٔ ۲۰۰۵) یک هنرپیشه اهل اتحاد جماهیر شوروی سوسیالیستی بود.
از فیلم‌ها یا برنامه‌های تلویزیونی که وی در آن نقش داشته است می‌توان به گذرنامه اشاره کرد.
وی همچنین برنده جوایزی همچون جایزه دولتی اتحاد شوروی شده است.